# Трамплин Ле Кларет
Трамплин Ле Кларет (фр. Tremplin le Claret) — лыжный трамплин во французскм городе Отран недолеко от Гренобля.

## История

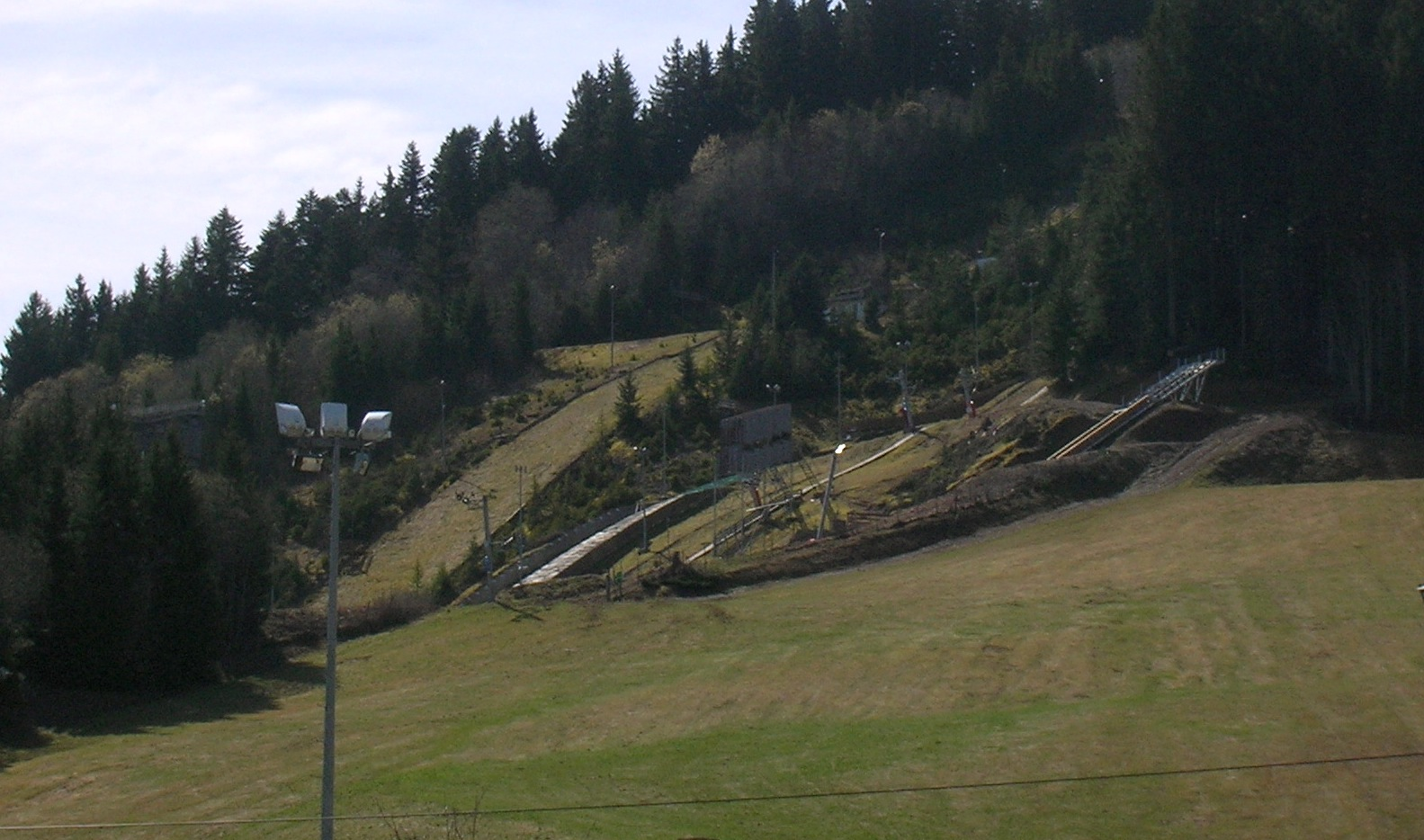
Три соседних трамплина мощностью K-56, K-29, K-12 в 2016 году

Отран имеет давнюю историю как горнолыжный курорт, а после Первой мировой войны в этом районе было возведено несколько трамплинов: Tremplin du côté de Bellecombe, Tremplin à Combe Gonnet, Tremplin au Claret, Tremplin au lieu-dit Pierre à feu och Tremplin à l’Adeline. В 1931 году был построен трамплин Tremplins aux tranchants на котором проводился ежегодный чемпионат города.
Когда Гренобль был выбран в качестве столицы зимних Олимпийских игр 1968 года, в Отране для предстоящих соревнований было решено возвести нормальный трамплин мощностью K70 (большой трамплин был построен в Сен-Низье-дю-Мушрот). Его возведение началось летом 1965 года и было завершено к чемпионату Франции по прыжкам с трамплина зимой 1966 года. Летом 1966 года была проведена корректировка его профиля, а рядом построен ещё один трамплин мощностью K40, позже реконструированный в К56 (HS 60). Во время Олимпиады на нём проходили соревнования по прыжкам с трамплина и двоеборью.
В последующие десятилетия трамплин был расширенный до K90 (HS 92), но крупных международных турниров на трамплине не проводилось. Исключением можно считать разве что Чемпионат Европы среди юниоров в 1974 году и Кубок мира по лыжному двоеборью в 1987 году. Последний крупным соревнованием был FIS Race в 2002 году, хотя трамплин всё ещё имеет сертификат FIS.
В настоящие время рядом с основным (K90) трамплином расположены ещё три трамплина меньшей мощностью — K56, K29 и K12. Все они, в отличие от него, имеют пластиковое покрытие в зоне приземления, которое позволяет использовать их круглый год.

## Рекорды

### Трамплин К90
| Дата       | Спортсмен       | Длина  | Турнир          |
| ---------- | --------------- | ------ | --------------- |
| 16.03.2000 | Мануэль Феттнер | 97,0 м | FIS-Cup, зимний |

### Трамплин К56
| Дата       | Спортсмен           | Длина  | Турнир                            |
| ---------- | ------------------- | ------ | --------------------------------- |
| 11.02.2011 | Николя Коутте       | 59,0 м | зимний                            |
| 22.07.2011 | Джейсон Лами-Шаппюи | 61,0 м | летний                            |
| 21.07.2012 | Джонатан Лиройд     | 63,0 м | летний                            |
| 21.07.2012 | Колин Маттель       | 60,5 м | Соревнования среди женщин, летний |